# همبولت
همبولت (بالإنجليزية: Humboldt, Tennessee)‏ هي مدينة تقع بولاية تينيسي في وسط شرق الولايات المتحدة. تبلغ مساحة هذه المدينة 25 (كم²)، وترتفع عن سطح البحر 111 م، بلغ عدد سكانها 8452 نسمة في عام 2010 حسب إحصاء مكتب تعداد الولايات المتحدة وتصل الكثافة السكانية فيها  نسمة/كم2.

## التركيبة السكانية
حدّد مكتب تعداد الولايات المتحدة بيانات التركيبة السكانية لهمبولت في تعداد الولايات المتحدة. في ما يلي، التركيبة السكانية حسب تعدادي 2000 و2010.

### تعداد عام 2000
بلغ عدد سكان همبولت 9,467 نسمة بحسب تعداد عام 2000، وبلغ عدد الأسر 3,864 أسرة وعدد العائلات 2,537 عائلة مقيمة في المدينة. في حين سجلت الكثافة السكانية 377.6 نسمة لكل كيلومتر مربع (978.0/ميل2). وبلغ عدد الوحدات السكنية 4,243 وحدة بمتوسط كثافة قدره 169.2 لكل كيلومتر مربع (438.2/ميل2).
وتوزع التركيب العرقي للمدينة بنسبة 55.06% من البيض و43% من الأمريكيين الأفارقة و0.25% من الأمريكيين الأصليين و0.06% من الأمريكيين ذوي الأصول الآسيوية و1% من الأعراق الأخرى و0.61% من عرقين مختلطين أو أكثر و1.56% من الهسبانيون أو اللاتينيون من أي عرق.
بلغ عدد الأسر 3,864 أسرة كانت نسبة 33.5% منها لديها أطفال تحت سن الثامنة عشر تعيش معهم، وبلغت نسبة الأزواج القاطنين مع بعضهم البعض 41.4% من أصل المجموع الكلي للأسر، ونسبة 20% من الأسر كان لديها معيلات من الإناث دون وجود شريك،  بينما كانت نسبة 4.3% من الأسر لديها معيلون من الذكور دون وجود شريكة وكانت نسبة 34.3% من غير العائلات. تألفت نسبة 30.8% من أصل جميع الأسر من عدة أفراد يعيشون في نفس المنزل ونسبة 14.8% كانت تتألف من شخص يعيش بمفرده يبلغ من العمر 65 عاماً أو أكثر. وبلغ متوسط حجم الأسرة المعيشية 2.36، أما متوسط حجم العائلات فبلغ 2.93.
بلغ العمر الوسطي للسكان 39.2 عاماً. وكانت نسبة 24% من القاطنين تحت سن الثامنة عشر، وكانت نسبة 8.8% بين الثامنة عشر والرابعة والعشرين عاماً، ونسبة 24.7% كانت واقعةً في الفئة العمرية ما بين الخامسة والعشرين والرابعة والأربعين عاماً، ونسبة 21.8% كانت ما بين الخامسة والأربعين والرابعة والستين، ونسبة 16.8% كانت ضمن فئة الخامسة والستين عاماً فما فوق. يوجد لكل 100 أنثى 87.4 ذكر، ويوجد لكل 100 أنثى في الثامنة عشر من عمرها فما فوق 80.9 ذكر.
بلغ متوسط دخل الأسرة في المدينة 26,351 دولارًا، أما متوسط دخل العائلة فبلغ 32,845 دولارًا. وكان متوسط دخل الذكور 30,848 دولارًا مقابل 20,890 دولارًا للإناث. وسجل دخل الفرد الخاص بالمدينة 14,433 دولارًا. وكانت نسبة 16.1% من العائلات ونسبة 18.1% من السكان تحت خط الفقر، وكان من هؤلاء نسبة 24.7% تحت سن الثامنة عشر ونسبة 16.9% في الخامسة والستين من العمر وما فوق.

### تعداد عام 2010
بلغ عدد سكان همبولت 8,452 نسمة بحسب تعداد عام 2010، وبلغ عدد الأسر 3,456 أسرة وعدد العائلات 2,208 عائلة مقيمة في المدينة. في حين سجلت الكثافة السكانية 337.1 نسمة لكل كيلومتر مربع (873.1/ميل2). وبلغ عدد الوحدات السكنية 3,957 وحدة بمتوسط كثافة قدره 157.8 لكل كيلومتر مربع (408.7/ميل2).
وتوزع التركيب العرقي للمدينة بنسبة 49.01% من البيض و47.86% من الأمريكيين الأفارقة و0.13% من الأمريكيين الأصليين و0.15% من الأمريكيين ذوي الأصول الآسيوية و0.02% من سكان جزر المحيط الهادئ و1.72% من الأعراق الأخرى و1.11% من عرقين مختلطين أو أكثر و3.12% من الهسبانيون أو اللاتينيون من أي عرق.
بلغ عدد الأسر 3,456 أسرة كانت نسبة 29.5% منها لديها أطفال تحت سن الثامنة عشر تعيش معهم، وبلغت نسبة الأزواج القاطنين مع بعضهم البعض 35.9% من أصل المجموع الكلي للأسر، ونسبة 22.9% من الأسر كان لديها معيلات من الإناث دون وجود شريك،  بينما كانت نسبة 5.2% من الأسر لديها معيلون من الذكور دون وجود شريكة وكانت نسبة 36.1% من غير العائلات. تألفت نسبة 32.3% من أصل جميع الأسر من عدة أفراد يعيشون في نفس المنزل ونسبة 13.9% كانت تتألف من شخص يعيش بمفرده يبلغ من العمر 65 عاماً أو أكثر. وبلغ متوسط حجم الأسرة المعيشية 2.34، أما متوسط حجم العائلات فبلغ 2.94.
بلغ العمر الوسطي للسكان 42.1 عاماً. وكانت نسبة 23% من القاطنين تحت سن الثامنة عشر، وكانت نسبة 8.1% بين الثامنة عشر والرابعة والعشرين عاماً، ونسبة 22.4% كانت واقعةً في الفئة العمرية ما بين الخامسة والعشرين والرابعة والأربعين عاماً، ونسبة 26.8% كانت ما بين الخامسة والأربعين والرابعة والستين، ونسبة 19.7% كانت ضمن فئة الخامسة والستين عاماً فما فوق. وتوزع التركيب الجنسي للسكان بنسبة 46% ذكور و54% إناث.

## أعلام
- تشيك أوتري
- غيلبرت إي. باترسون
- دوغ أتكينز
- فرد كرادوك
- توني شامبيون

## وصلات خارجية
- http://www.humboldthistorical.com/
- The US50 - Cities and Towns in Tennessee State